# Pfarrkirche Krummnußbaum

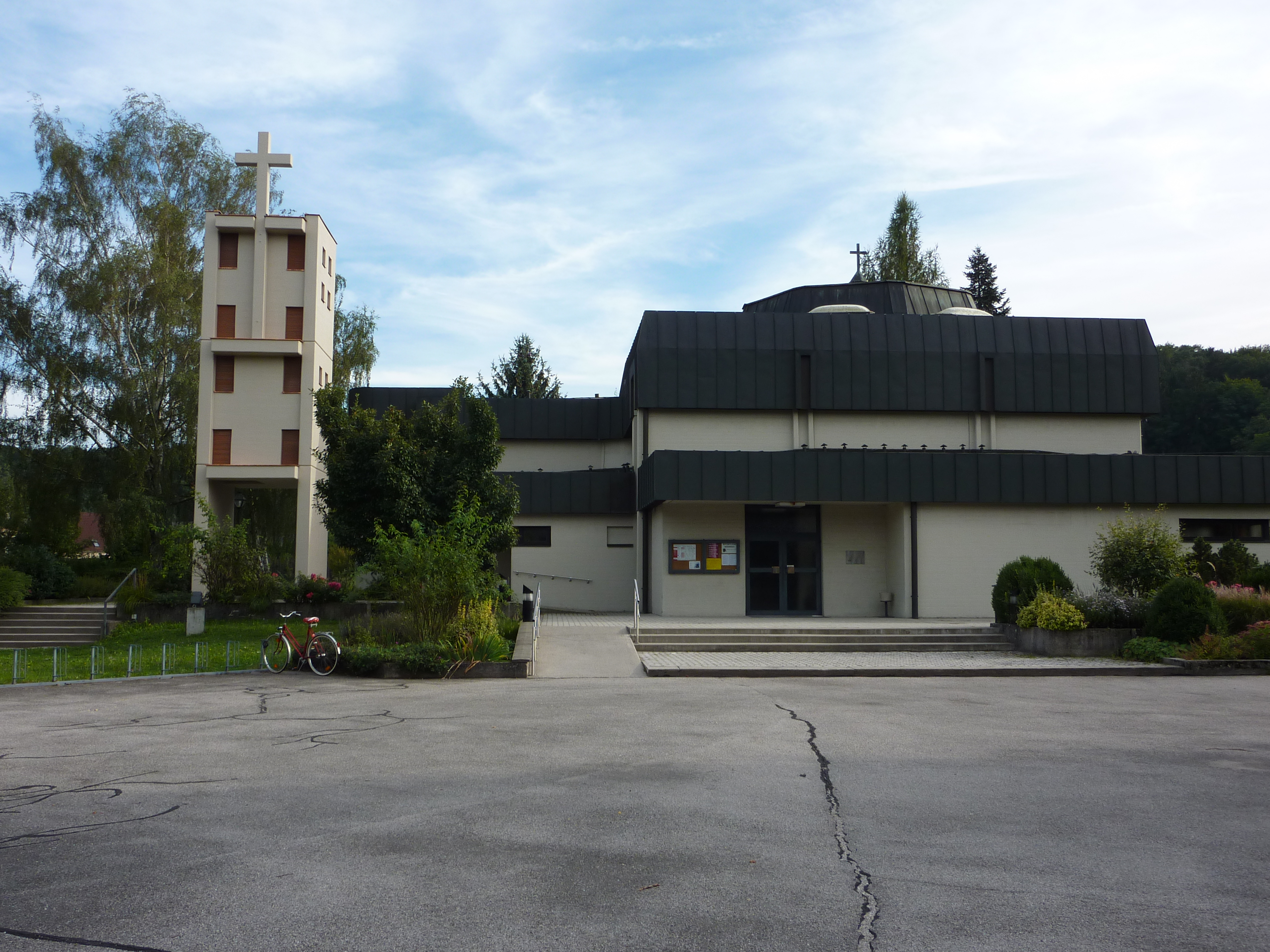
Pfarrkirche Mariä Empfängnis

Die römisch-katholische Pfarrkirche Krummnußbaum steht auf einem weiten parkähnlich gestalteten Platz im Ortszentrum der Marktgemeinde Krummnußbaum in Niederösterreich. Die Pfarrkirche Mariä Empfängnis gehört zum Dekanat Ybbs in der Diözese St. Pölten.

## Geschichte
Von 1908 bis 1912 wurde eine Kapelle als neugotischer Chor mit Dachreiter erbaut. 1930 erfolgte der Zubau eines Langhauses mit einem Bogendach. Die Kirche wurde 1948 eine Pfarrexpositur von Pöchlarn. 1953 wurde eine Empore eingebaut. Die Kirche wurde 1957 zur Pfarrkirche erhoben. Von 1972 bis 1973 erfolgte ein Abbruch und ein Neubau der Pfarrkirche nach den Plänen des Architekten Paul Pfaffenbichler. 1982 wurde das Dach erneuert.

## Architektur
Das Kirchengebäude ist ein breit gelagerter Sichtbetonbau über einem komplexen polygonalen Grundriss und einem frei stehenden Glockenturm im Nordosten. Die zweigeteilte Architektur des Kirchengebäudes als Sakralraum und Mehrzweckraum und die Ausführung in Sichtbeton wurde als brutalistischer Neoexpressionismus bezeichnet. Die Hauptfront mit dem Eingangsbereich zum Mehrzweckraum hat eine niedrigere Vorhalle. Im Osten in einem zurückversetzten Bereich ist eine weitere Vorhalle zum Sakralraum. Der Sakralraum hat eine extrem zurückhaltende Durchfensterung mit unregelmäßig ausgeteilten hohen Schlitzluken und hat die Hauptlichtführung durch die Kuppel. Die ursprünglich scharfkantig abgetreppte Blockhaftigkeit des Gebäudes wurde durch die Neugestaltung des Daches mit etwas weicheren, abgerundeten Formen abgeschwächt. Der dreigeschoßige Glockenturm über einem rechteckigen Grundriss hat ein offenes Erdgeschoß und Rechteckfenster.
Das polygonale Kircheninnere ist mit einem Faltvorhang teilbar. Der Sakralraum hat eine Holzdecke und im Nordosten eine Empore. Die Lichtführung erfolgt über Fenster in der Tambourzone der oktogonalen Kuppel.

## Ausstattung
Es gibt einen barocken Kruzifix. Es gibt eine Statue Madonna aus 1911. Das Vortragskreuz und das Leinwandbild Anna Selbdritt sind aus dem 18. Jahrhundert. Das Taufbecken schuf der Bildhauer Hans Scheibner (1948). Die Kreuzwegreliefs als Bronzeguss schuf der Bildhauer Josef Diethör (1979). 